# Long Corridor Asset Management
Long Corridor Asset Management（ロングコリドーアセットマネジメント）は、香港のヘッジファンド。

## 概要
Long Corridor Asset Managementは香港を拠点とするヘッジファンド。
2010年に共同設立されたヘッジファンドNine Mastsから2019年にスピンオフをしたファンドである。
CIOはJames Tu。
アジア地域全般を対象に投資を行っている。2020年10月にはエイチ・アイ・エスへの160億円の投資を行った。
香港と東京に拠点。
東京の Long Corridor Global Asset Management の日本代表は西健一郎。パートナーに伊藤 治。 オフィスは丸の内ビルディング。

## 沿革
・ 2013年 Nine Masts のサブアカウントとして「Alpha Opportunities Fund」として創業 
・ 2019年 Nine Masts からスピンアウトして「Long Corridor Asset Management」設立